# James Macfadyen
James Macfadyen  (Glasgow, 1800 — Jamaica, 1850) foi um botânico escocês.

## Biografia
Obteve  seu  título de doutor de medicina em 1821 - 1822.  Tornou-se  membro da Sociedade Linneana de Londres em 1838.  De 1826 a 1828 foi botânico na  Jamaica, que na época era uma colônia britânica. Lá criou um  jardim botânico. Em 1837, Macfadyen  publicou o primeiro volume da Flora Jamaica e, em 1847, a Description of Nelumbium jamaicense.
Alphonse Louis Pierre Pyrame de Candolle (1806-1893) lhe dedicou em  1845 o gênero  Macfadyena  da  família das Bignoniaceae e Stephan Ladislaus Endlicher (1804-1849), em 1842, o gênero  Fadyenia  da família das  Garryaceae.

## Fonte
- Ray Desmond (1994). Dictionary of British and Irish Botanists and Horticulturists includins Plant Collectors, Flower Painters and Garden Designers. Taylor & Francis e Museu de História Natural (Londres).